# 가야면
가야면(伽倻面)은 대한민국 경상남도 합천군의 면이다.

## 명칭
가야면이라고 호칭한 것은 이름난 영산이며, 이고을의 진산인 가야산을 본따서 지었다고 보아지며, 가야는 범어(고대 인도어)로 ‘소’를 의미한다. 가야산이 본래 ‘소머리산’으로 붙이게 된 것은 우리나라에 불교가 전래되면서 부터일 것으로 가야(伽倻)라는 글자가 이를 증명하고 있다.

## 연혁
가야면은 삼한시대에는 변한에 속하였으며, 그때 다라국이라는 부족국가가 있었는데, 1세기 고령에서 일어난 대가야국이 주위의 부족국가를 병합함에 따라 2세기경 다라국도 대가야국에 병합되었다. 따라서 신라 3국 통일이 있기까지는 대가야국의 영토로 소속되었다. 그 후 적화현으로 불리다가 35대 신라 경덕왕 16년에 야로현으로 고쳐 불리면서 고령군에 영속되었다. 8대 고려 현종 9년에 신라 때 대량주였다가 경덕왕때 강양군으로 고쳐졌던 합천 고을이 현종의 할머니 신성왕후의 출신지가 되어 지합주사로 승격됨에 따라 비로소 합주의 속현이 되었는데, 별명으로 야성이라고 불리기도 했다. 조선 태종 13년에 행정구역 개편에 따라 합주가 합천군이 되고 야로현이 폐현됨으로써 합천군에 속하게 되었다. 고종 28년 각사, 산어, 숭산 3개면으로 분면되었다가 1914년에 행정구역톱합에 따라 가야면으로 호칭하게 되었다. 가야면으로 통합되면서 빙영이 야로면으로 이관되고 죽전, 대전, 가천, 구미, 매안, 성기, 청현, 이천, 매화, 사촌, 황산, 야천, 구원, 치인의 14개리로 개편 관할하게 되었다.

## 행정 구역
- 죽전리
- 매화리
- 이천리
- 황산리
- 사촌리
- 치인리
- 구원리
- 야천리
- 청현리
- 매안리
- 대전리
- 가천리
- 성기리
- 구미리

## 명소·관광지
- 해인사
- 소리길
- 남산제일봉